# Albert Willimsky

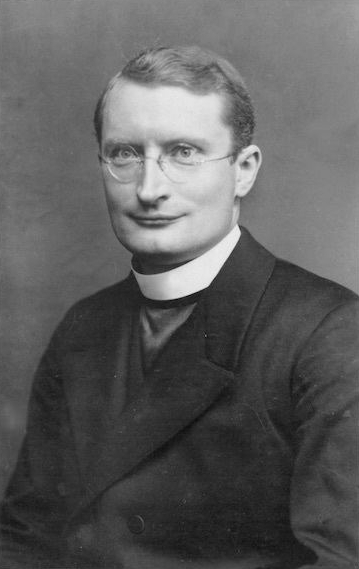
Albert Willimsky

Albert Willimsky (* 29. Dezember 1890 in Oberglogau, Oberschlesien; † 22. Februar 1940 im KZ Sachsenhausen) war ein deutscher römisch-katholischer Priester, Pfarrer, Widerstandskämpfer gegen den Nationalsozialismus, Verteidiger der Rechte der polnischen Saisonarbeiter und Märtyrer.

## Leben
Am 22. Juni 1919 wurde Albert Willimsky im Breslauer Dom zum Priester geweiht. Willimsky setzte sich ab 1927 in seiner Pfarrgemeinde im havelländischen Friesack für die katholische Minderheit und vor allem für die dort tätigen polnischen Saisonarbeiter ein. 1933 geriet er erstmals in Konflikt mit lokalen Behörden, als er in Paulinenaue einen Wahlaufruf der Zentrumspartei verteilte. Von Friesack wurde er 1935 nach Gransee, von dort 1939 nach Podejuch bei Stettin versetzt. Aufgrund seiner offen bekundeten christlich-humanistischen Haltung wurde Pfarrer Willimsky diffamiert, mehrfach verhaftet und Anfang 1940 in das Konzentrationslager Sachsenhausen bei Oranienburg überführt. Hier wurde er nach wenigen Wochen ermordet.

## Gedenken
- In Stettin-Podejuch wurde im Juni 2008 der Park im. Alberta Willimskyego nach ihm benannt
- Pfarrer-Albert-Willimsky-Weg und Gedenktafel an der Rosenkranzkapelle in Friesack, eingeweiht am 31. März 2015[1]
- Gedenktafel in der St. Hedwigskathedrale in Berlin-Mitte
- Gedenktafel für Willimsky und Paul Bartsch am Pfarrhaus in Gransee
- Die katholische Kirche hat Pfarrer Albert Willimsky im Jahr 1999 als Glaubenszeugen in das deutsche Martyrologium des 20. Jahrhunderts aufgenommen.

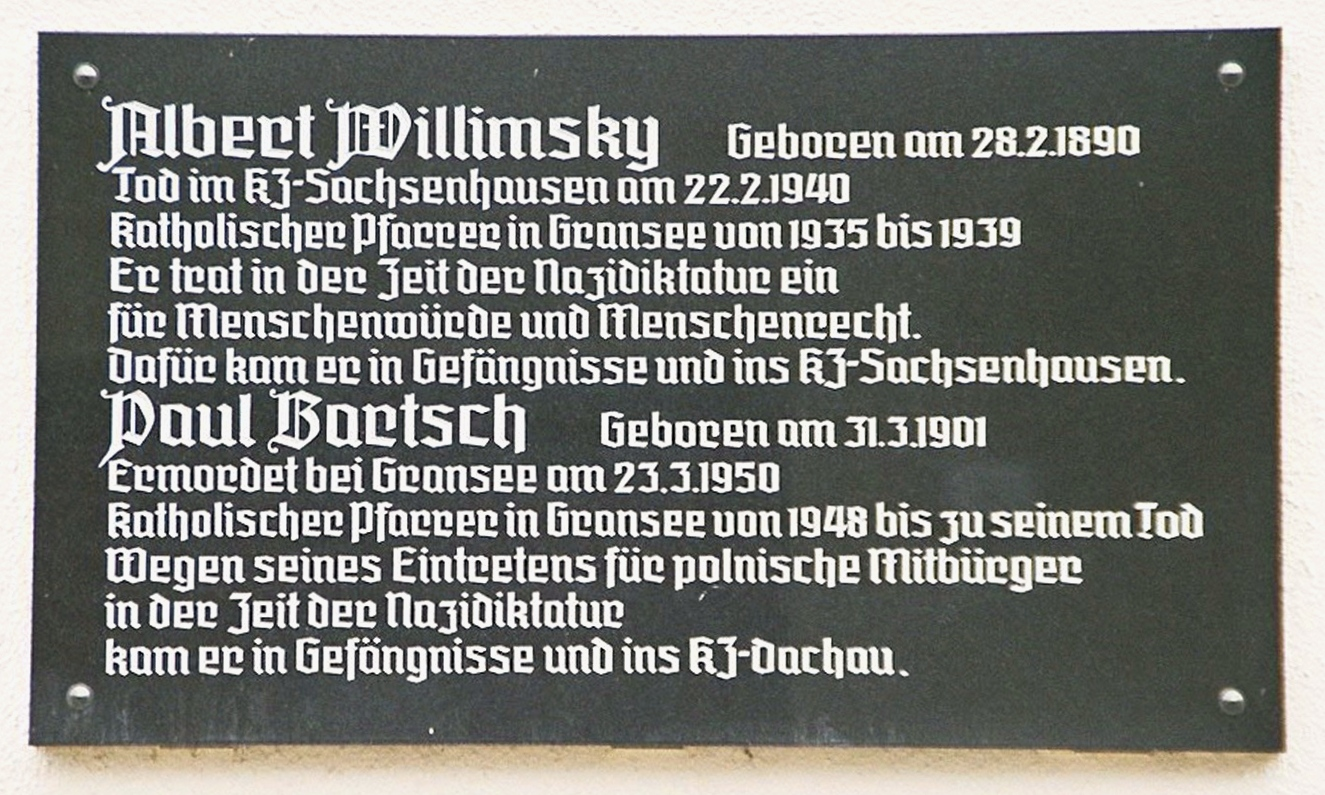
Gedenktafel für Albert Willimsky und Paul Bartsch in Gransee in der Grünstraße
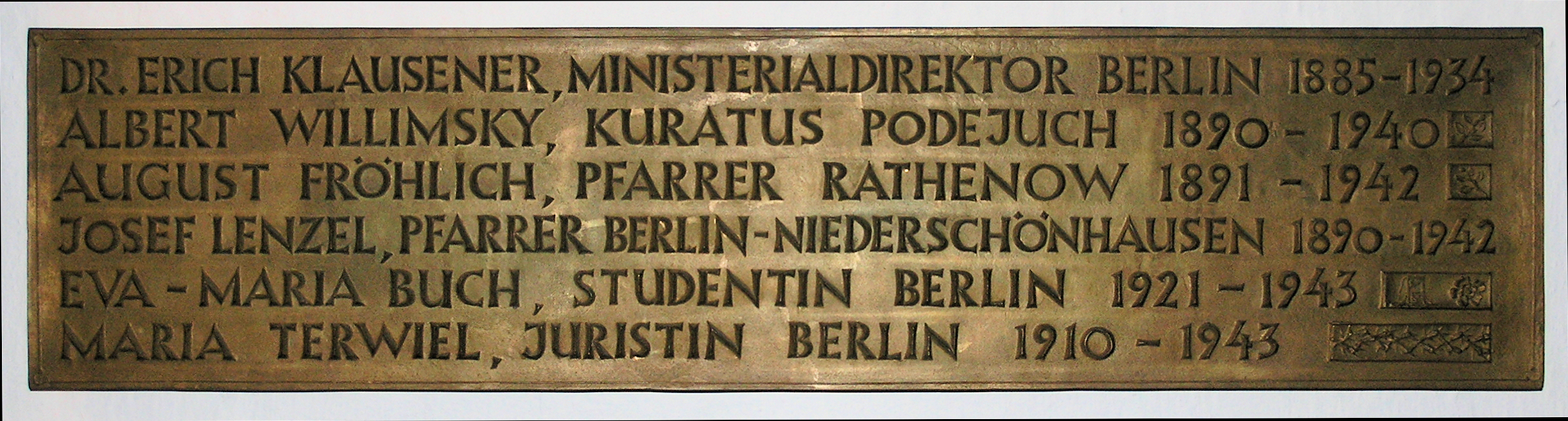
Gedenktafel der Martyrer der NS-Zeit in der Krypta der St. Hedwig-Kathedrale in Berlin-Mitte